# Остервальдер, Александр
Александр Остервальдер (нем. Alexander Osterwalder; род. 1974, Санкт-Галлен) — швейцарский теоретик бизнеса, автор книг, консультант и предприниматель. Известен своими исследованиями в области построения бизнес-моделей и разработкой Business Model Canvas — системы анализа бизнес-моделей для предпринимателей. В 2017 году вместе со своим коллегой Ивом Пинье Остервальдер занял 7 место в рейтинге наиболее влиятельных бизнес-мыслителей мира Thinkers50. В 2015 году Остервальдер и Пинье получили награду Thinkers50 Strategy Award за достижения в области развития стратегического мышления в бизнесе.

## Биография
Остервальдер родился в Санкт-Галлене в 1974 году. В 1999 году Остервальдер стал соучредителем своего первого стартапа Netfinance.ch, который сосредоточился на финансовой грамотности. В 2000–2001 годах он был журналистом швейцарского делового журнала BILANZ. 
В 2000 году он получил степень магистра политических наук в университете Лозанны, где в 2004 году защитил докторскую диссертацию в области информационных систем для менеджмента. Его работа написана под руководством Ива Пинье и посвящена онтологии бизнес-моделей. В 2006 году он основал BusinessModelDesign.com, а в 2010 году – консалтинговую фирму Strategyzer. 
В конце 2000-х годов он в сотрудничестве с 470 коллегами разработал систему анализа бизнес-моделей Business Model Canvas.

## Избранные публикации
- Osterwalder, Alexander et al. The business model ontology: A proposition in a design science approach. (2004).
- Osterwalder, Alexander, and Yves Pigneur. Business Model Generation: A Handbook For Visionaries, Game Changers, And Challengers. Wiley, 2010.

Избранные статьи:
- Osterwalder, Alexander, and Yves Pigneur. «An eBusiness model ontology for modeling eBusiness.» BLED 2002 Proceedings (2002): 2.
- Dubosson‐Torbay, Magali, Alexander Osterwalder, and Yves Pigneur. «E‐business model design, classification, and measurements.» Thunderbird International Business Review 44.1 (2002): 5-23.
- Osterwalder, Alexander, Yves Pigneur, and Christopher L. Tucci. «Clarifying business models: Origins, present, and future of the concept.» Communications of the association for Information Systems 16.1 (2005): 1.
- Osterwalder, Alexander, et al. Value Proposition Design: How to Create Products and Services Customers Want. Wiley, 2014.

Bland, David and Osterwalder, Alexander. Testing Business Ideas: A Field Guide for Rapid Experimentation. Wiley, 2019.
- Osterwalder, Alexander, et al. The Invincible Company: How to Constantly Reinvent Your Organization with Inspiration From the World’s Best Business Models. Wiley, 2020.
- Osterwalder, Alexander, et al. High Impact Tools for Teams: How to boost alignment, accountability and get results in fast-paced, uncertain and complex projects. Wiley, 2021.[6]

На русском:
- Остервальдер,Александр и Пинье,Ив. Построение бизнес-моделей. Настольная книга стратега и новатора. Альпина Паблишер, 2018
- Александр Остервальдер  Дэвид Блэнд. Тестирование бизнес-идей = Arlexander Osterwalder,  David J. Bland Testing Business Ideas: A Field Guide for Rapid Experimentation / переводчик Бакушева Е.. — М.: Альпина Паблишер, 2020. — 354 p. — ISBN 978-5-9614-3658-7.